# Erlöserkirche (Attendorn)

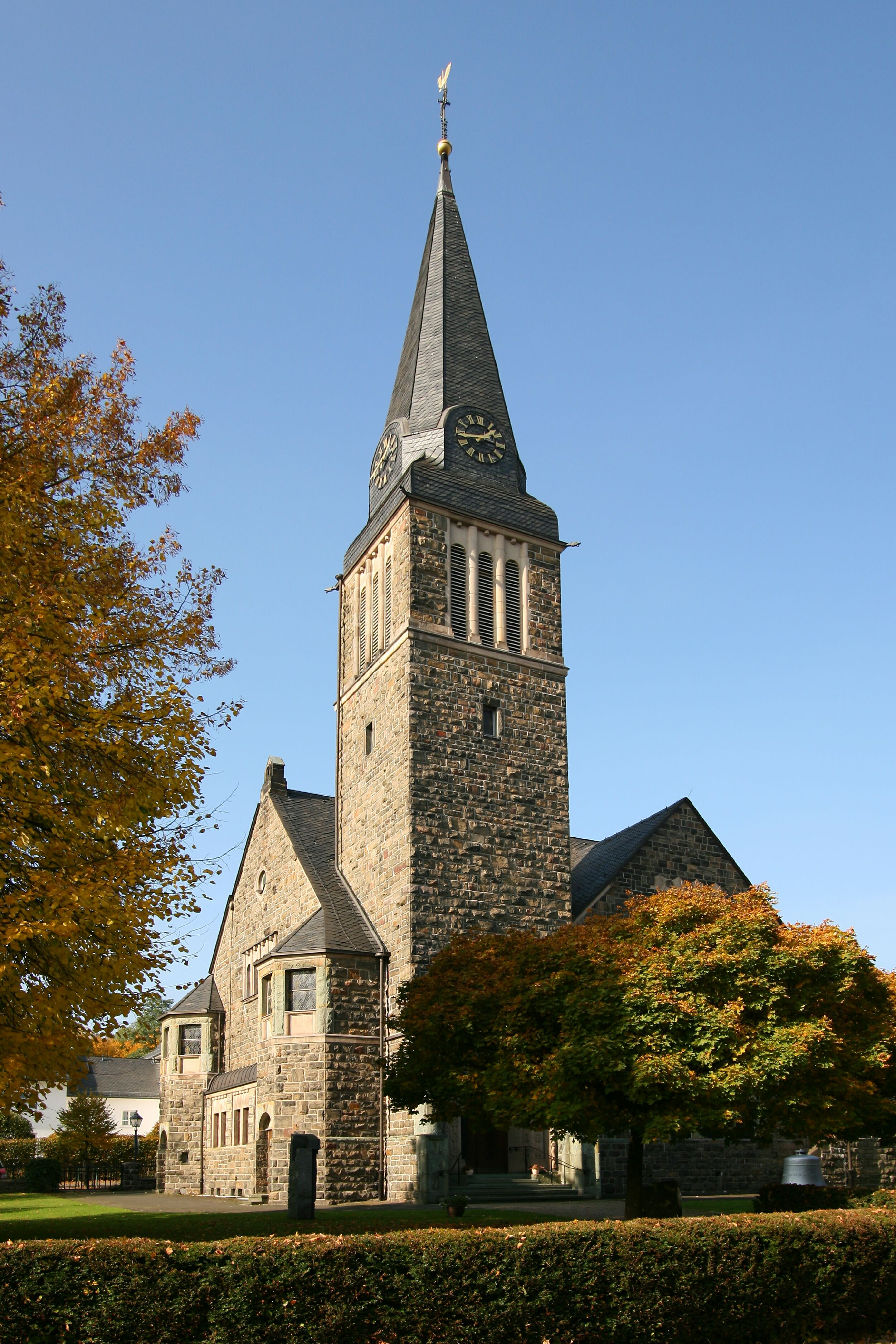
Erlöserkirche

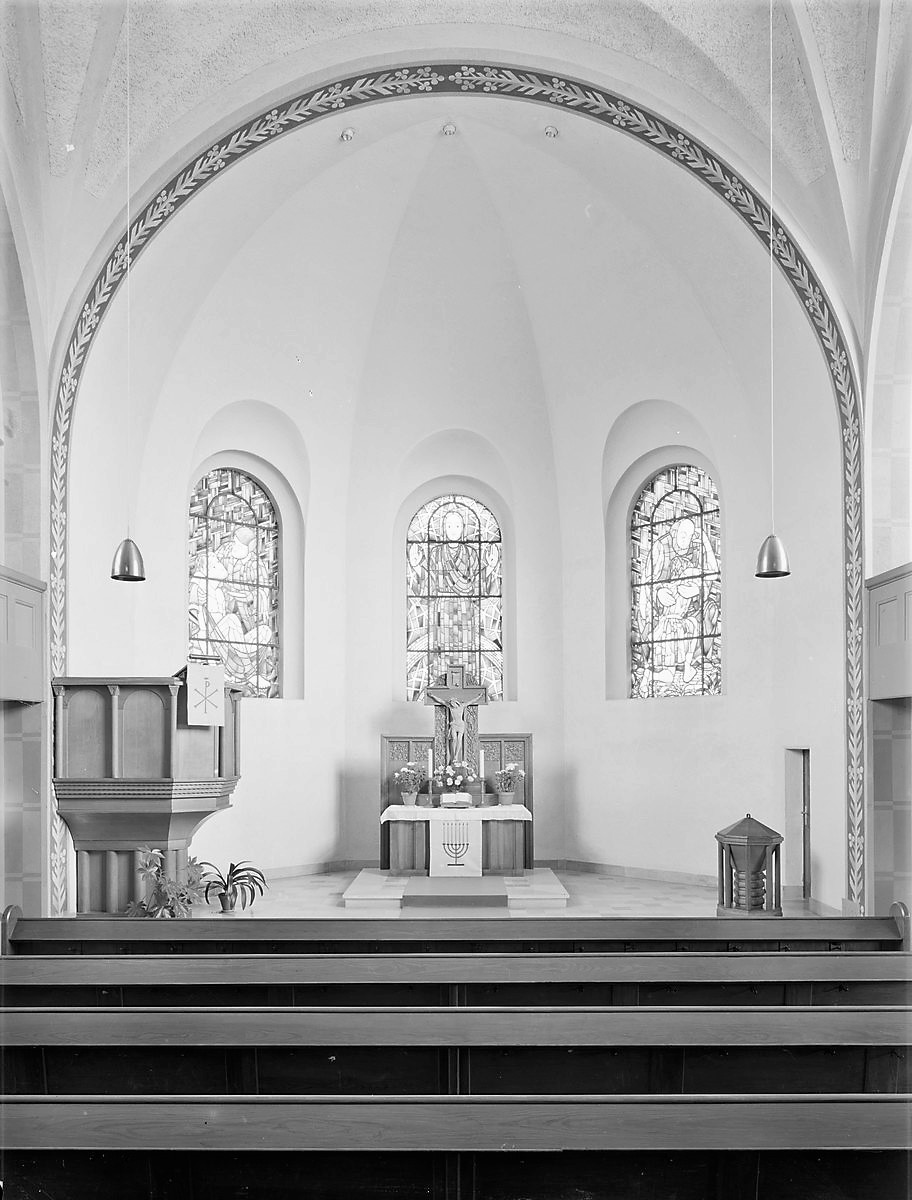
Erlöserkirche Chor nach Osten

Die Erlöserkirche ist ein denkmalgeschütztes Kirchengebäude der evangelischen Kirchengemeinde in Attendorn, einer Stadt im Kreis Olpe (Nordrhein-Westfalen).

## Geschichte
Nachdem es im Jahr 1820 nur einen evangelischen Christen in Attendorn gegeben hatte, wuchs ihre Zahl in den Folgejahren durch die einsetzende Industrialisierung und besonders durch die Ansiedlung des Landwehrbataillons 35. Der erste evangelische Gottesdienst in Attendorn wurde 1839 gefeiert. Aus der Militärgemeinde entwickelte sich neun Jahre später die evangelische Kirchengemeinde Attendorn. Die erste evangelische Kirche mit 200 Plätzen entstand 1855 im Garten des Pfarrhauses.
Für die größer gewordene Gemeinde genügte diese Kirche ab dem frühen 20. Jahrhundert nicht mehr den Anforderungen. Es sollte ein größeres Kirchengebäude entstehen, in dem alle Gemeindemitglieder Platz finden sollten. 500 Besucher sollte der Bau aufnehmen können. Die Gemeinde sicherte sich drei Grundstücke am heutigen Klosterplatz in direkter Nachbarschaft zur Klosterkirche. Die mehrheitlich katholischen Stadtverordneten lehnten einen Bau an so prominenter Stelle in der Stadt allerdings ab. Die evangelische Kirchengemeinde wählte daraufhin einen Bauplatz auf dem Gelände des verfüllten Stadtgrabens.
Die Kirchengemeinde beauftragte den Architekten Gustav Mucke mit einem Entwurf. Im Frühjahr 1913 begannen die vorbereitenden Arbeiten für den Kirchenbau, für den am 3. August 1913 der Grundstein gelegt wurde. Die meisten Arbeiten wurden an Handwerker aus der Region vergeben, um das Verhältnis zur katholischen Mehrheitsgesellschaft zu verbessern. Die Gemeinde rechnete mit Baukosten von 80.000 Mark, die Endrechnung belief sich auf 86.000 Mark, die größtenteils über Spenden und durch Unterstützung des Gustav-Adolf-Werkes finanziert wurden. Am 28. Juli 1914 wurde die Erlöserkirche ihrer Bestimmung übergeben.
Am Ende des Zweiten Weltkriegs wurde die Erlöserkirche zweimal beschädigt, zunächst durch den Bombenangriff auf Attendorn am 28. März 1945, knapp drei Monate später zudem durch eine Munitionsexplosion am nahe gelegenen Klosterplatz. Dabei entstand auch an der Orgel ein Schaden, der aber in den folgenden Monaten repariert werden konnte, so dass sie weiter genutzt werden konnte, bis Anfang Februar 1970 das heute noch genutzte Instrument eingebaut wurde.
1995 wurden die nach dem Zweiten Weltkrieg vom Bochumer Verein erhaltenen drei Stahlglocken, die ursprünglichen Bronzeglocken waren 1942 eingeschmolzen worden, gegen fünf neue Bronzeglocken ausgetauscht. Das neue Geläut wurde auf die Glocken des nicht weit entfernten Sauerländer Doms abgestimmt. Darüber hinaus ist eine Glocke erhalten, die bereits in dem Vorgängerbau eingesetzt wurde. Zwei Jahre später wurde der Innenraum zum ersten Mal seit den 1960er Jahren für etwa 630.000 DM umfassend saniert, unter anderem wurden die Heizung und die Beleuchtung erneuert.

## Architektur
Der wuchtige, kreuzförmige Zentralbau aus bossierten Quadern hat eine Grundfläche von 335,61 Quadratmetern und der seitlich stehende Turm eine Grundfläche von 32,45 Quadratmetern. Zur Außengliederung wurde farbig abgesetzter Werkstein eingesetzt. Jugendstil fand sich ursprünglich sowohl in der Beleuchtung wie auch in der Bemalung der Decken und Wände wieder. Der Chorbereich war im unteren Teil mit einem Teppichmuster ausgestattet, im oberen Teil war ein Sternenhimmel. In den 1960er Jahren wurden die Wände grau gestrichen, dunkles Holz dominierte, es wurde dem Zeitgeschmack entsprechend alles einheitlich gestaltet. Der Hauptraum ist gratgewölbt; in die tonnengewölbten Seitenarme wurden Emporen eingebaut. Die ornamentale Ausmalung aus der Bauzeit wurde 1997, mit Ausnahme des Sternenhimmels im Chorraum, nach Befunden wiederhergestellt. Die Ausstattung stammt überwiegend aus der Erbauungszeit. Durch eine Falttür kann der hintere Bereich bei Bedarf abgetrennt werden.
37 Kreuze im Eingangsbereich erinnern an die Gefallenen in beiden Weltkriegen.

## Orgel
Die Orgel wurde 1969 von der Orgelbaufirma Kleuker (Bielefeld-Brackwede) erbaut. Das Schleifladen-Instrument hat 14 klingende Register auf zwei Manualen und Pedal und ist im neo-barocken Stil disponiert. Die Trakturen sind mechanisch.
| I Hauptwerk C–g3 |    |
| Koppelflöte      | 8′ |
| Prinzipal        | 4′ |
| Waldflöte        | 2′ |
| Mixtur IV        |    |
| Trompete         | 8′ |

| II Brustwerk C–g3 |       |
| Holzgedackt       | 8′    |
| Rohrflöte         | 4′    |
| Prinzipal         | 2′    |
| Quinte            | 1 ⁄3′ |
| Sesquialter II    |       |
| Zimbel III        |       |
| Tremulant         |       |

| Pedalwerk C–f1 |     |
| Subbaß         | 16′ |
| Gemshorn       | 8′  |
| Oktave         | 4′  |

- Koppeln: II/I, I/P, II-P